# Iglesia de San Juan Degollado (Puigreig)
La Iglesia de San Juan Degollado es un edificio religioso del municipio de Puig-reig perteneciente a la comarca catalana del Bergadá en la provincia de Barcelona. Es una iglesia románica incluida en el Inventario del Patrimonio Arquitectónico de Cataluña y protegida como Bien Cultural de Interés Local.

## Historia
La falta de datos históricos sobre la iglesia de San Juan Degollado hace difícil incluso su datación. Por la estructura general del conjunto parece ser una obra románico tardío (siglo XIII o XIV). Dentro del término del castillo de Puig-reig no pasó nunca de ser una simple capilla rural, ligada a la parroquial de San Martín de Puig-reig, tal como lo era en el siglo XVIII. En 1905 el excursionista Cesar August Torres visitó esta iglesia y relata que encontró un retablo dedicado a San Juan.

## Descripción
Iglesia románica de una sola nave y sin ábside, orientada a levante. La entrada está hacia el sur, con una puerta de grandes dovelas y de pequeñas dimensiones formada con un arco de medio punto. La cubierta es de bóveda de piedra hecha con bloques bastante grandes, que forman un arco algo ovalado, aunque la bóveda es un poco apuntada. Se conserva el altar con una gran ara de piedra, el pavimento es de baldosas. En el muro de poniente hay una ventana abocinada, bastante estrecha, cubierta con un arco de medio punto monolítico y al lado de levante hay otra ventana tapiada. Sobre el muro de levante se encuentra también el campanario de espadaña, de una sola abertura, que ha perdido el arco. Las paredes son de piedras bastante grandes y escuadradas.